# Elicottero sperimentale di Forlanini
L'elicottero sperimentale di Enrico Forlanini è un aeromobile costituito da una motrice a vapore e da due eliche ad asse verticale controrotanti, in tela e bambù. Progettato dall'ingegner Enrico Forlanini, è considerato il primo mezzo motorizzato più pesante dell'aria a essersi alzato in volo. Obiettivo dell'apparato sperimentale era di dimostrare la possibilità di far volare oggetti senza l'ausilio di palloni a gas.

## Storia

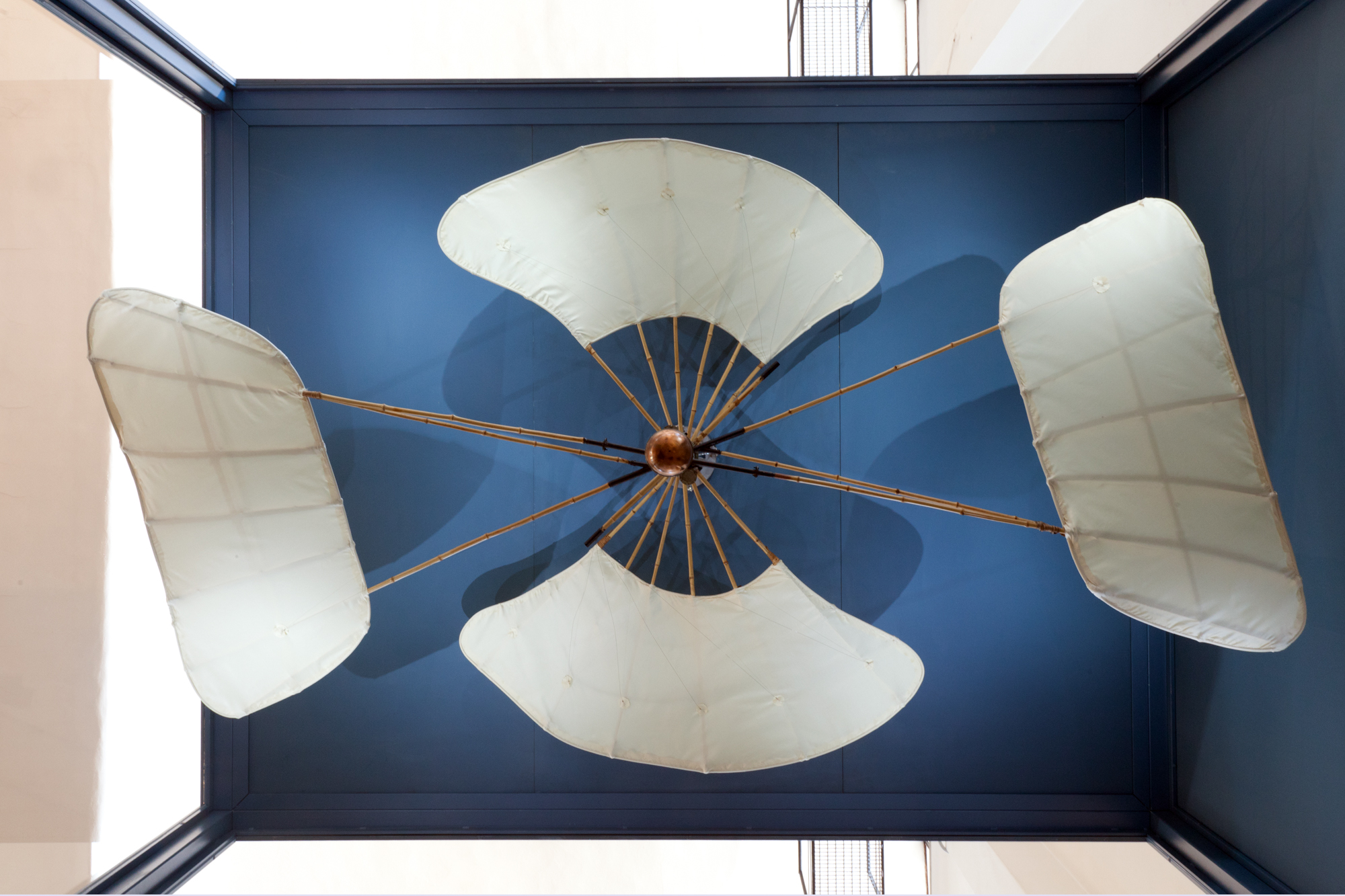
Vista dall'alto del modello al Museo nazionale della scienza e della tecnologia Leonardo da Vinci di Milano

Questo apparecchio sperimentale, precursore degli attuali elicotteri, si inserisce nel corso di una lunga serie di esperimenti condotti da Forlanini parallelamente all'approfondimento degli studi sul volo. A partire dal 1871, i primi studi vennero cominciati alle officine del Genio militare di Casale Monferrato, dove Forlanini effettuò anche le prime sperimentazioni sul rendimento di vari modelli di elica. Dal 1875, la sua attenzione iniziò ad essere concentrata sullo sviluppo del motore, per il quale Forlanini preferì orientarsi verso la propulsione a vapore, in grado di offrire prestazioni di potenza nettamente superiori ai motori a scoppio allora disponibili.
Questo apparecchio venne provato per la prima volta nei pressi di Alessandria e successivamente presentato in una dimostrazione pubblica, organizzata nel luglio 1877 nei giardini pubblici di Milano, quando si elevò fino a 13 metri di altezza, rimanendo in volo per una ventina di secondi. Fu la prima macchina più pesante dell'aria in grado di volare. Nonostante questo risultato, tuttavia, non vi fu un'immediata ripercussione pratica dell'esperimento di Forlanini, che continuò comunque a dedicarsi allo sviluppo della propria macchina anche negli anni a seguire.

## Tecnica

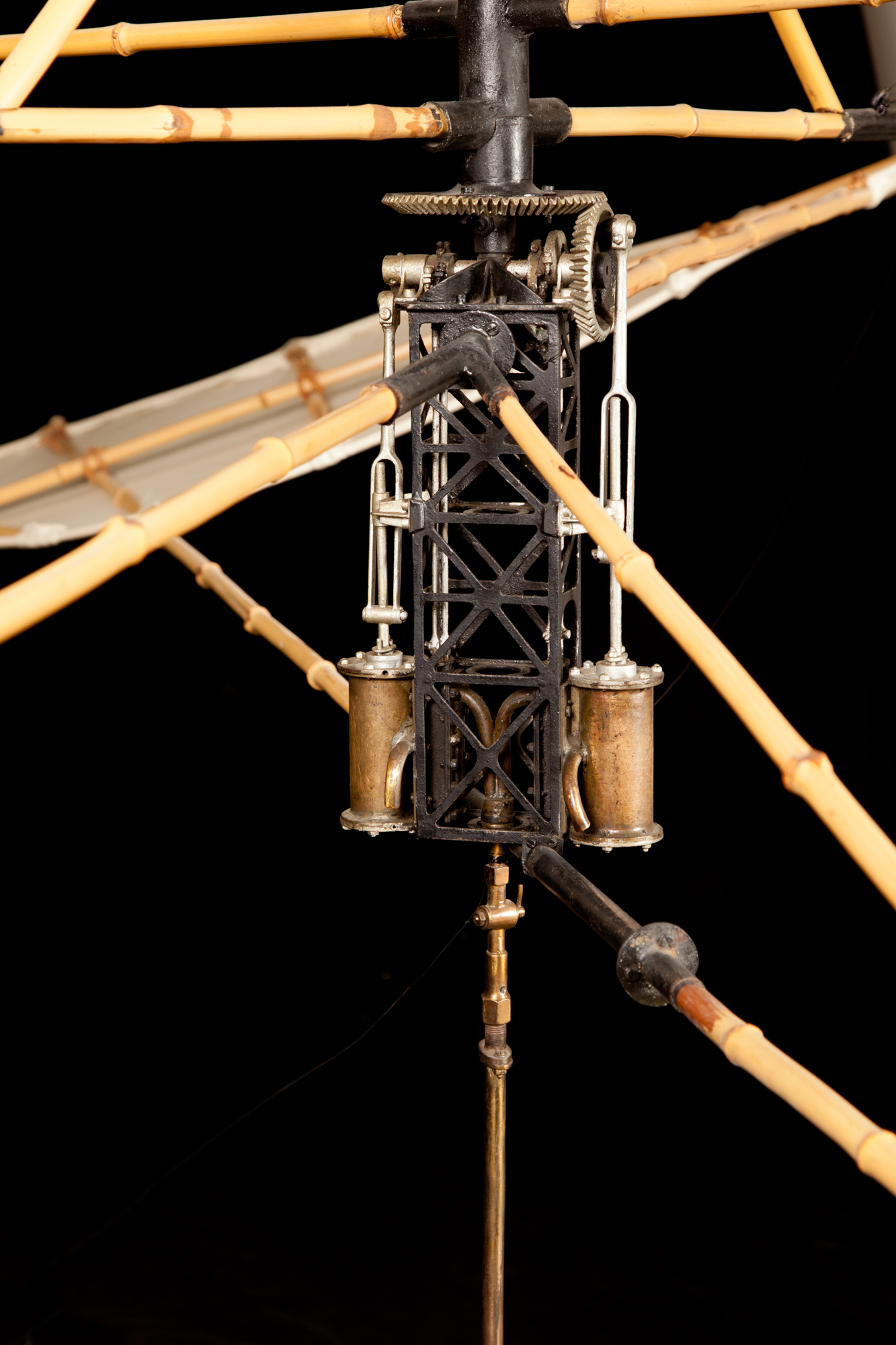
Particolare dell'ingranaggio

### Struttura

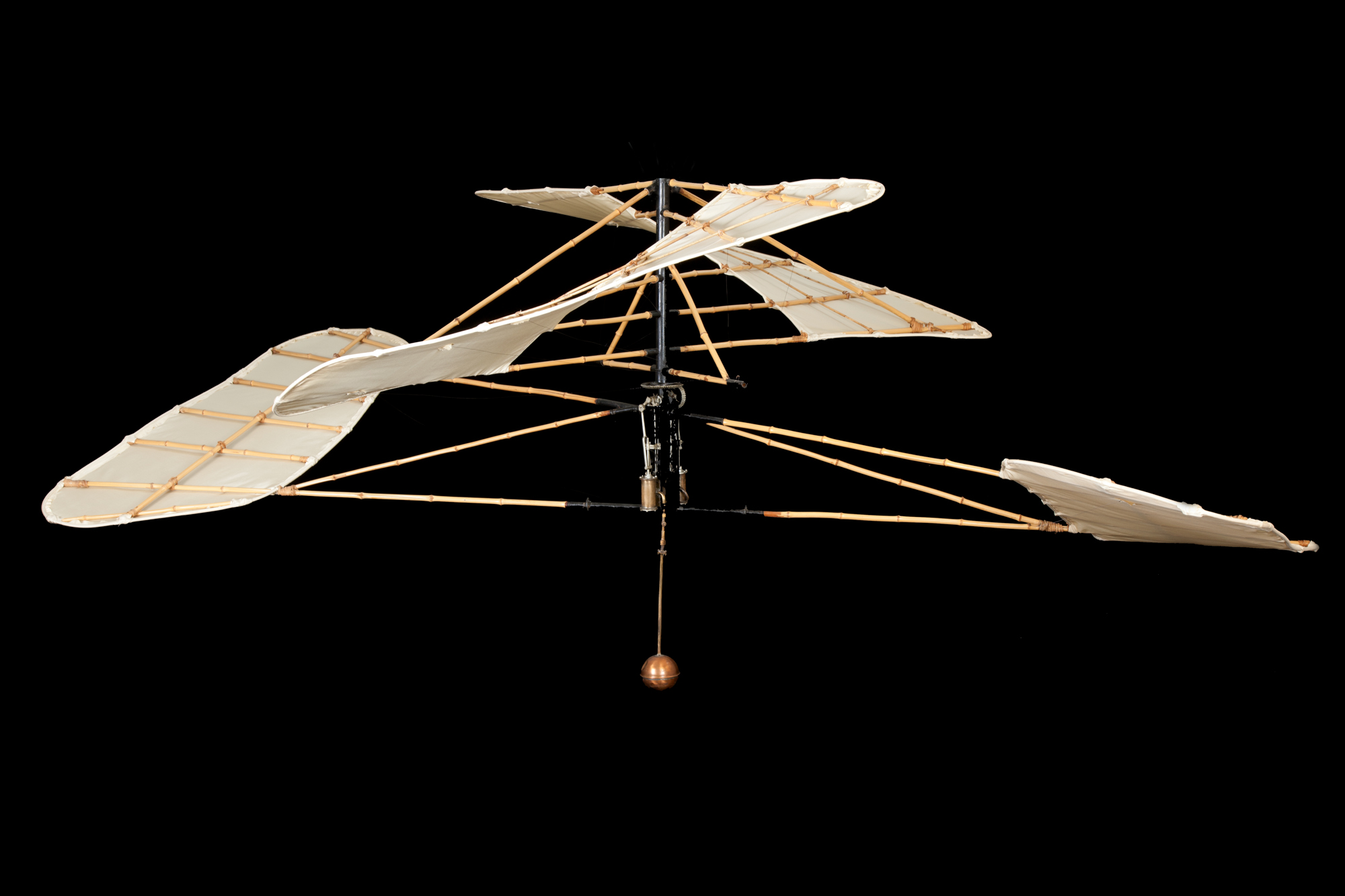
Vista frontale

L'apparecchio è costituito da due eliche coassiali sovrapposte, di bambù con falde coperte in seta, di diametri e passi diversi opportunamente calcolati che, girando in senso opposto con velocità tali da determinare eguali ed opposti momenti di rotazione, danno luogo ad una spinta verso l'alto maggiore del peso completo dell'elicottero (4,5 kg).
Delle due eliche, l'inferiore è solidale con l'incastellatura a traliccio in lamierino d'acciaio costituente il corpo dell'apparecchio e la superiore è girevole attorno ad un asse solidale con l'incastellatura stessa nella sua parte superiore. Il movimento dell'elica superiore è trasmesso, tramite una coppia di ingranaggi conici.

### Motore

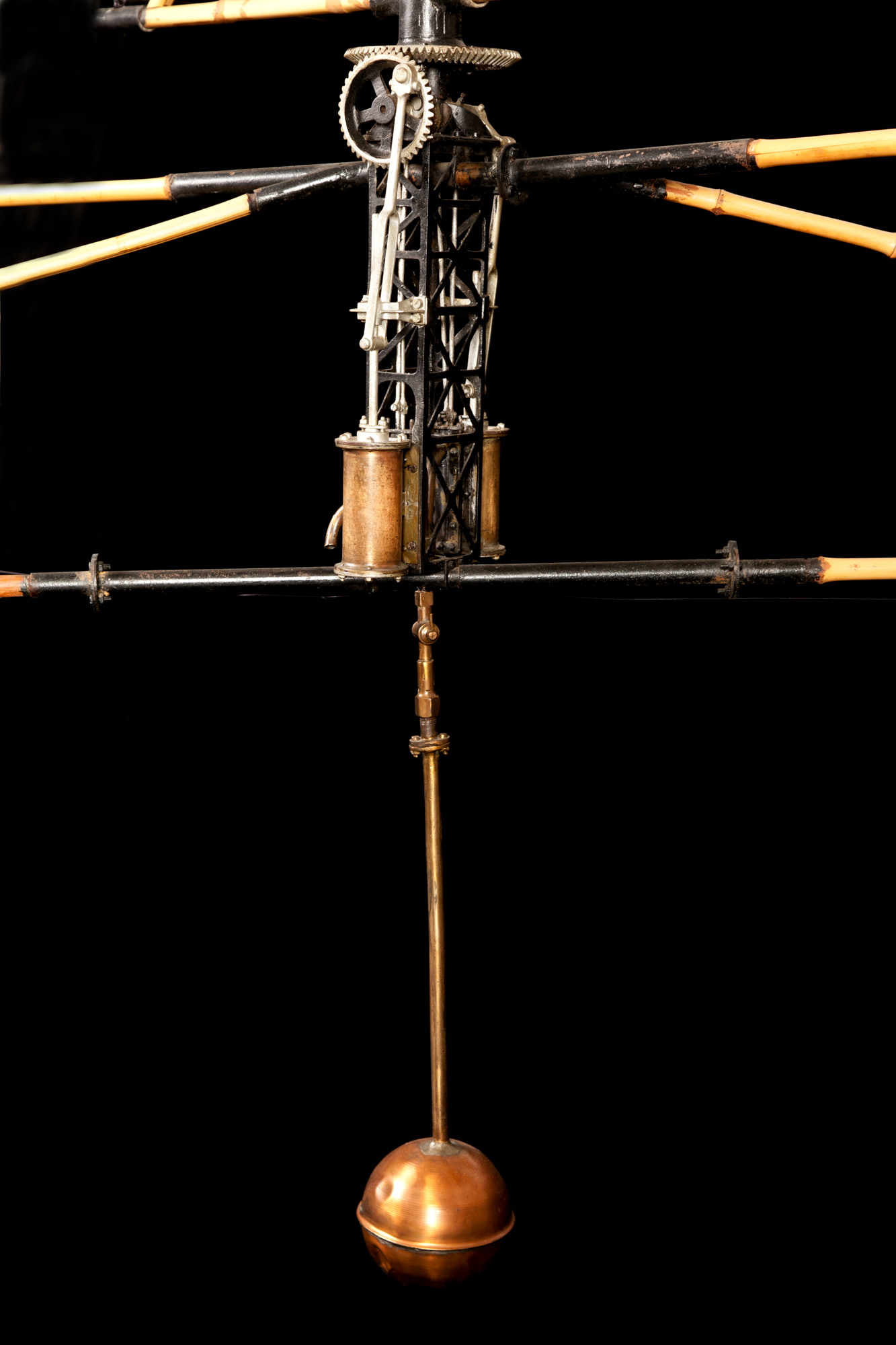
Il motore

La caldaia, costituita da una sfera in rame di 12 cm di diametro accumula vapore prima del volo, mediante un fornello ad alcool esterno all'apparecchio. Raggiunta la pressione ottimale 14 atm il vapore viene lasciato libero di espandere nei 2 cilindri paralleli, azionando il meccanismo in grado di mettere in controrotazione la coppia di eliche e di far sollevare nell'aria l'intera macchina.